# 哈比人的歷史
《霍比特人的歷史》（英語：The History of The Hobbit）是J·R·R·托爾金奇幻小說，以霍比特人為主角。共分為兩卷，第一卷名為「巴金斯先生」（Mr. Baggins），第二卷名為「重返袋底洞」（Return to Bag-End）。

## 出版歷史
《霍比特人的歷史》在2007年6月和7月由哈潑柯林斯（Harper Collins）在英國出版，2007年9月21日由霍頓·米夫林在美國出版。《霍比特人》與《霍比特人的歷史》的套裝版本在10月26日出版。一個單一的版本於2011年10月27日出版。
兩卷托爾金的未發表的小說草稿由John D. Rateliff完成。它也包含托爾金的各種《霍比特人的歷史》修訂版細節，包括未發表的第三個版本，與以前未發表的原始地圖、托爾金自己繪製的插圖。

## 外部連結
- 與John D. Rateliff的訪談（页面存档备份，存于）（英文）